# リストマニア (アルバム)
『リストマニア』（Lisztomania）は、1975年に発表されたリック・ウェイクマンの4作目のアルバム。ケン・ラッセル監督によるイギリス映画『リストマニア』（1975年）のサウンドトラック・アルバムで、ウェイクマンが制作、作曲・編曲を担当した。

## 概要
映画『リストマニア』は19世紀の作曲家フランツ・リストを社交界のアイドルとして描いた作品で、主演のロジャー・ダルトリーがリスト、ポール・ニコラスが作曲家リヒャルト・ワーグナー、リンゴ・スターがローマ法王を演じた。ウェイクマンもトールの役で出演した。
LP両面で収録曲は全12曲。リード・ボーカルはダルトリー、ニコラス、リンダ・ルイスが担当した。
『ヘンリー八世の六人の妻』からのクラシカルでロックな曲調があり、テクニカルなキーボードプレイが余すところなく発揮されている。ワーグナーやリストへのオマージュ的な感覚もある。

### リマスター盤
1990年にCDのリマスター盤が発売された。音質の向上が図られている。

### アルバム『The Real Lisztomania』
2002年には、未発表の収録曲を追加した拡張版となる『The Real Lisztomania』がヴォイスプリント・レコードから発売された。

## 収録曲
| #  | タイトル                                                                         | 作詞・作曲                                     | リード・ボーカル     | 時間 |
| -- | -------------------------------------------------------------------------------- | ---------------------------------------------- | -------------------- | ---- |
| 1. | 「リエンチ/チョップスティックス・ファンタジア - "Rienzi / Chopsticks Fantasia"」 | リヒャルト・ワーグナー、フランツ・リスト       |                      | 4:20 |
| 2. | 「愛の夢 - "Love's Dream"」                                                      | リスト、作詞：ロジャー・ダルトリー             | ロジャー・ダルトリー | 4:25 |
| 3. | 「ダンテ・ピリオド - "Dante Period"」                                            | リスト                                         |                      | 2:05 |
| 4. | 「オルフェウスの歌 - "Orpheus Song"」                                            | リスト、作詞：ジョナサン・ベンソン、ダルトリー | ロジャー・ダルトリー | 3:10 |
| 5. | 「地獄 - "Hell"」                                                                | リスト、作詞：ジョン・フォーシス（翻訳）       | リンダ・ルイス       | 1:59 |

| #   | タイトル                                              | 作詞・作曲                                 | リード・ボーカル     | 時間 |
| --- | ----------------------------------------------------- | ------------------------------------------ | -------------------- | ---- |
| 6.  | 「隠世 - "Hibernation"」                              | リック・ウェイクマン                       |                      | 1:11 |
| 7.  | 「時代の炎 - "Excelsior Song"」                       | リスト、作詞：ウェイクマン、ケン・ラッセル | ポール・ニコラス     | 2:32 |
| 8.  | 「マスター・レース - "Master Race"」                  | ワーグナー                                 |                      | 0:45 |
| 9.  | 「略奪 - "Rape, Pillage and Clap"」                   | ワーグナー                                 |                      | 3:09 |
| 10. | 「死者の歌 - "Funerailles"」                          | リスト、作詞：ベンソン                     | ロジャー・ダルトリー | 3:48 |
| 11. | 「フリー・ソング - "Free Song (Hungarian Rhapsody)"」 | リスト                                     |                      | 1:57 |
| 12. | 「愛の勝利 - "Peace at Last"」                        | リスト、作詞：ベンソン、ダルトリー         | ロジャー・ダルトリー | 2:59 |

## パーソネル
| ミュージシャン - リック・ウェイクマン – キーボード - デヴィッド・ワイルド – ピアノ（リスト作品） - ロジャー・ダルトリー – ボーカル（「Love's Dream」「Orpheus Song」「Funerailles」「Peace at Last」） - リンダ・ルイス – ボーカル（「Hell」） - ポール・ニコラス – ボーカル（「Excelsior Song」） - ナショナル・フィルハーモニック管弦楽団 - ジョージ・ミッチー - ジョン・フォーサイス - イングリッシュ・ロック・アンサンブル | プロダクション - リック・ウェイクマン – プロデュース、アレンジ - ビル・カービシュリー – エグゼクティヴ・プロダクション - ブライアン・レーン – エグゼクティヴ・プロダクション - ローランド・ヤング – アート・ディレクション - ジュニー・オサキ – デザイン - ミックス：アイランド・スタジオ、オリンピック・スタジオ（ロンドン） |

### The Real Lisztomania 収録曲
2002年発表（Voiceprint、VPTCCD1）。
| #         | タイトル                            | 作詞      | 作曲・編曲 | ボーカル、ナレーション           | 時間 |
| --------- | ----------------------------------- | --------- | ---------- | -------------------------------- | ---- |
| 1.        | 「The Scene」                       |           |            | ポール・ニコラス（ナレーション） | 0:34 |
| 2.        | 「The Metronome」                   |           |            |                                  | 0:58 |
| 3.        | 「The Country Sword Dance」         |           |            |                                  | 4:05 |
| 4.        | 「Free Song」                       |           |            |                                  | 3:31 |
| 5.        | 「The Freudian Dream」              |           |            | ポール・ニコラス（ナレーション） | 0:41 |
| 6.        | 「Dante Period」                    |           |            |                                  | 2:31 |
| 7.        | 「Orpheus Song」                    |           |            | ロジャー・ダルトリー             | 4:04 |
| 8.        | 「For The Chop」                    |           |            |                                  | 2:35 |
| 9.        | 「Hell」                            |           |            | リンダ・ルイス                   | 1:57 |
| 10.       | 「Wagner's Dream」                  |           |            | ポール・ニコラス（ナレーション） | 0:29 |
| 11.       | 「The Dream of Hell」               |           |            |                                  | 1:12 |
| 12.       | 「The Inferno Ride」                |           |            |                                  | 0:51 |
| 13.       | 「Master Race」                     |           |            |                                  | 0:48 |
| 14.       | 「The Ride of Thor」                |           |            |                                  | 3:17 |
| 15.       | 「Excelsior Song」                  |           |            | ポール・ニコラス                 | 2:37 |
| 16.       | 「The Guardian Virgins」            |           |            | ポール・ニコラス（ナレーション） | 0:19 |
| 17.       | 「Rape, Pillage and Clap」          |           |            |                                  | 3:24 |
| 18.       | 「Love's Dream (Unused Piano Mix)」 |           |            | ロジャー・ダルトリー             | 3:47 |
| 19.       | 「The Suffering」                   |           |            | ポール・ニコラス（ナレーション） | 0:14 |
| 20.       | 「Peace at Last」                   |           |            | ロジャー・ダルトリー             | 3:52 |
| 21.       | 「Love's Dream」                    |           |            | ロジャー・ダルトリー             | 4:26 |
| 合計時間: | 合計時間:                           | 合計時間: | 46:12      |                                  |      |